# ジャック・ヤングブラッド
ジャック・ヤングブラッド（Jack Youngblood、1950年1月26日 - ）はフロリダ州ジャクソンビル出身のアメリカンフットボール選手。NFLのロサンゼルス・ラムズに14シーズン所属し、オールプロに5回、プロボウルに7回選出されており、2001年にプロフットボール殿堂入りを果たした。ポジションはディフェンシブエンド。カレッジフットボール殿堂入りも果たしており、フロリダ・ゲイターズのリング・オブ・オナーにエミット・スミス、スティーブ・スパリアー、ダニー・ワーフェル、ウィルバー・マーシャル、ティム・ティーボウとともに選ばれている。身長6フィート4インチで体重は240-245ポンドと、ディフェンシブエンドとしてはそれほど大きくないサイズであった。1970年代には少なかった力とタフさに加えてスピードを持ち合わせたディフェンシブエンドであった。

## 経歴

### プロ入りまで
祖父はナッソー郡の保安官だった。10歳の時に先天性心疾患のため、父親を亡くした。12歳の時にアメリカンフットボールを始めた。
高校時代は、オフェンシブラインマン、ラインバッカーの先発選手であり、フロリダ州のチャンピオンになったチームのキャプテンも務めた。1966年には70タックルをあげて州のオールチームに選ばれた。この年チームは12試合中7試合で完封勝利、相手に10タッチダウンしか許さなかった。1989年にスポーツ・イラストレイテッドはヤングブラッドをフロリダ州の高校生オールタイムチームに選んだ。
フロリダ大学に進学した彼は大学入学時には195ポンドだった体重をウェイトリフティングで245ポンドまで増加させた。大学1年次に、彼やチームメートたちは、ロバート・ケードが開発を進めたゲータレードの被験者となった。その時のゲータレードについて彼は、「牛乳のような見かけで、シロップのように後味の悪いもので、俺たちを殺すようなものだった。」と語っている。
高校時代、ラインバッカーだった彼は大学1年次にディフェンシブエンドにコンバートされた。2年次にはディフェンシブエンド、ディフェンシブタックルとして24タックル、4サックをあげた。また空軍士官学校戦では42ヤードのFGを成功、3点差での勝利に貢献した。1969年、チームは9勝1敗1分で、ゲイターボウルではテネシー大学を破る番狂わせを演じた。その試合でヤングブラッドは9タックル、1ファンブルリカバーの活躍を見せた。10月4日のフロリダ州立大学戦で5サックをあげるなど、大学記録となる14サック、チームトップの66タックルをあげた。
1970年、58タックル、10サックをあげてオールアメリカンに選ばれた。この年彼はアウトランドトロフィーのファイナリストに残り、サウスイースタン・カンファレンスの最優秀ラインマンに選ばれた。この年のジョージア大学戦では、10-17とリードされた試合終盤に、ゴール前で相手RBを止めるとともに、ファンブルさせてボールをリカバーした。このプレーの後、チームは24-17で逆転勝利した。シニアボウルでも最優秀選手に選ばれた。フロリダ大学は1970年代半ばまでQBサックを公式記録としていなかったが、フロリダ大学の歴代選手の中では彼が最もサックをあげたと見られている。大学時代の活躍によって、サウスイースタン・カンファレンスの1933年から1982年までの50年間のオールチーム、1950年から1974年、及び1961年から1985年までの25年間のオールチームに選ばれている。

### NFL選手時代
1968年から1970年までの3シーズンで29サックをあげた彼は1971年のNFLドラフト1巡全体20位でロサンゼルス・ラムズに指名されて3万ドルのサインボーナスを含む3年10万5000ドルで契約を結び、入団した。この年彼は左DEディーコン・ジョーンズの控えとなり、ジョーンズが欠場した4試合で先発出場した。この年、オークランド・レイダースの320ポンドの巨漢タックル、ボブ・ブラウンに圧倒され、コーチに叱責された。
1971年シーズン終了後、ジョーンズがサンディエゴ・チャージャーズにトレードされたことから、1972年より先発選手となり、14試合中11試合で先発し、チームのディフェンシブラインマントップとなる70タックル、6サックをあげた。この年フロリダ大学を卒業した。
1973年、チャック・ノックスヘッドコーチ、レイ・マラバシラインコーチが就任すると、才能が開花し、チームトップの16.5サックをあげてオールプロセカンドチーム及びプロボウルに選出された。彼とは親類関係にないジム・ヤングブラッドが加入したこの年、ラムズのトータルディフェンス、ランディフェンスはNFLトップとなった。
1974年、彼はチームトップの15サックをあげ、オールプロファーストチームに選ばれた。チームもランディフェンスでNFLトップとなり、NFCチャンピオンシップゲームに進出したが、ミネソタ・バイキングスに10-14で敗れた。
1975年、彼はチームトップの15サックをあげて、NFC最優秀守備選手に、UPI通信、プロフットボール・ウィークリーからNFL最優秀守備選手に選ばれた。12月23日のセントルイス・カージナルスとのプレーオフでは、ジム・ハートのパスをはじき、そのままインターセプトし、47ヤードのリターンTDをあげた。またファンブルフォース、相手のトライフォーポイントのブロック、QBサックもあげている。
1976年、チームトップの14.5サックをあげてNFC最優秀守備選手、オールプロファーストチームに3年連続で選ばれた。
1977年、5年連続でチームトップのQBサックをあげた彼は、プロボウルにも5年連続で選ばれた。またオールNFCセカンドチームに選ばれている。
1978年、ラムズのトータルディフェンスはNFLトップとなった。この年、彼は5年間で4度目となるオールプロファーストチームに選ばれた。
1979年、自己ベストの18サックをあげて5度目のオールプロファーストチーム、7年連続でプロボウルに選ばれた。彼はプレーオフ初戦となったディビジョナルプレーオフのダラス・カウボーイズ戦の第2Qに左腓骨を骨折したが、サイドライン際でロジャー・ストーバックをサックするなど、負傷したまま活躍する彼のプレーに対して、ジョン・マッデンらは、「フットボールのジョン・ウェイン」だと賞賛した。チームはNFCチャンピオンシップゲームでタンパベイ・バッカニアーズを9-0で完封、彼はピッツバーグ・スティーラーズとの第14回スーパーボウル、その翌週のプロボウルにも出場している。
1980年、11.5サックをあげてオールプロセカンドチーム、オールNFCファーストチームに選ばれた。
1981年、チームトップの12.5サックをあげた。シーズン終了後、左腕の手術を行い、ホットドッグサイズの血塊を摘出した。
足の骨折や多くの怪我を負いながら、彼は201試合連続で出場し（ラムズ記録）、14シーズンのキャリアでわずか1試合しか欠場していない。プロボウルに7回、オールプロファーストチームに5回選出され、スーパーボウルに1回、NFCチャンピオンシップゲームに5回出場した。1977年から1984年までチームの守備キャプテンを務めた。チームMVPに与えられるダン・リーブス賞を3回受賞した。通算で151.5サック、9シーズンに渡ってチームトップのサックをあげた。レイ・マラバシアシスタントコーチのランをまず止めるディフェンススキームで2シーズン、フリッツ・シュアマー守備コーディネーターのラン攻撃を主に止めようとし、パスラッシュの限られた3-4ディフェンススキームで2シーズンプレーする中での活躍であった。
1983年にジョン・ロビンソンヘッドコーチが就任し、シュアマーの3-4ディフェンスが導入されると彼はポジションの選手としてはサイズが小さすぎることが懸念されたが、1983年に10.5サック、1984年にも9.5サックをあげた。ラムズはその2年間でNFLトップのランディフェンスを誇った。1983年のニューヨーク・ジャイアンツとの開幕戦で2サック、ニューオーリンズ・セインツとの最終週の試合では10タックル、2サック、セイフティをあげた。
1984年第5週のニューヨーク・ジャイアンツ戦でも2サックをあげるとともに、相手オフェンスに3回、ホールディングの反則を犯させて、NFCの週間最優秀守備選手に選ばれた。第10週のセントルイス・カージナルス戦でもニール・ロマックスを3サック、相手Tのトゥーティー・ロビンズに3回、ホールディングの反則を犯させるとともに、試合終了間際に同点を狙う相手FGをブロックし、16-13での勝利に貢献した。この年の第15週の試合で、2週間前に痛めた背中の負傷により、彼の連続出場は途絶えた。しかし最終週のサンフランシスコ・フォーティナイナーズ戦、プレーオフでは復帰して試合出場を果たした。この年、ジョン・マッデンによって、オール・マッデン・チームに選ばれている。この年、逆境を克服した勇気ある選手に与えられるエド・ブロック・カレイジ・アワードを受賞した。
1985年、怪我からの復帰を目指していたが、8月27日、現役引退を発表した。ストロングサイドのディフェンシブエンドとしての彼の184試合連続出場はNFL記録となっている。
現役時代、彼はチームメート、相手選手から尊敬されており、殿堂入りタックルのダン・ディーアドルフは、自分が対峙した相手選手の中で最もタフな選手であったと語っている。同じく殿堂入りタックルのロン・ヤーリーも最もブロックするのが難しい選手であったと語っている。ボブ・ブラウン、レイフィールド・ライトも彼らが対峙した選手の中でもトップクラスの相手であったと語っている。ラインマン以外ではフラン・ターケントン、ロジャー・ストーバック、ロッキー・ブライアーが彼のことを高く評価している。殿堂入りディフェンシブタックルのマーリン・オルセンは彼のことを完璧なディフェンシブエンドであると評価した。

### ラムズ記録
- 連続出場試合数 201試合[1]
- プレーオフでのQBサック数　8.5回
- プレーオフでの先発出場試合数 17試合
- 通算セイフティ 2回
- 通算サック数 151.5回（歴代2位）
- 通算キックブロック 8回（歴代2位）

### 現役引退後
1985年に現役を引退後、1991年までラムズのフロントに在籍した。またラムズの試合でのラジオ解説者なども務めた。1987年、NFL選手会のエグゼグティブディレクターを務めていたジーン・アップショーに対してステロイドの代わりにアミノ酸サプリメントを利用するべきであると提言した。
1992年から1993年の途中までワールドリーグのサクラメント・サージのフロントに、1993年途中から1994年までカナディアン・フットボール・リーグのサクラメント・ゴールドマイナーズのフロントに在籍した。1995年から1999年まではアリーナフットボールリーグのオーランド・プレデイターズの副社長を務め、1999年から2002年まではNFLで、アリーナフットボールリーグへの連絡担当を務めた。
1985年にロサンゼルス・ラムズの50周年記念チームに選ばれた。1989年にシニアボウル殿堂に選ばれた。1999年にはラムズのオール20世紀チームに選ばれた。2001年に、ジャッキー・スレイターとともにセントルイス・ラムズのリング・オブ・フェイムに選ばれた。
1986年、女子バスケットボール選手のアン・メイヤーズらとともにカリフォルニア州オレンジ郡のスポーツ殿堂に選ばれた。1983年には、ジム・ナンツ、ピーター・ユベロス、ジョン・マッケイ、ビル・ウォルシュ、ピート・キャロルとともにオレンジ郡のスポーツマン・オブ・ザ・イヤーの候補となった。
1992年、カレッジフットボール殿堂入りを果たした。
1996年、NFLフィルムズはタフガイであった100人の選手に彼を選んだ。
1999年、カレッジフットボールのオールセンチュリーチーム（20世紀を代表する選手）に選ばれた。
2000年8月、スポーツ・イラストレイテッドのポール・ジマーマンは、ディーコン・ジョーンズ、レジー・ホワイト、ローレンス・テイラーに次ぐ歴代で4番目に偉大なパスラッシャーと評価した。
プロフットボール殿堂候補の資格を得てからもなかなか殿堂入りは果たせなかった。2000年にはファイナリストとなったが、38票中80％の同意が必要なところ、わずか8票しか得られなかった。なかなか殿堂入りできない彼は、エミー賞をなかなか受賞できなかった昼ドラの女王、スーザン・ルッチと比較された。2001年の選考を前に、長年殿堂入り選手の投票を行ってきたボブ・オーツは、彼が選出されないのは、ロサンゼルス・ラムズの選手であったこと、投票者の半分くらいは彼の現役時代のプレーを見たことがないこと、NFLがQBサックを1983年まで公式記録としていかなったことなどをあげ、彼より優れたディフェンシブエンドは、ディーコン・ジョーンズだけであり、その時点で殿堂入りを果たしているバック・ブキャナン、リー・ロイ・セルモン、ハウィー・ロングよりも優れた選手であったとコメントした。彼は非公式記録で145サックをあげていた。
2001年、ロン・ヤーリー、リン・スワン、ジャッキー・スレイター、マイク・マンチャック、マーブ・リービー、ニック・ブオニコンティとともにプロフットボール殿堂入りを果たした。
1986年にはテレビ映画『C.A.T.スクワッド/対ゲリラ特別襲撃班』に出演、その続編のテレビ映画『C.A.T.スクワッド2/国際テロパイソン・ウルフの挑戦状』に1988年に出演した。